# Mundo possível
Na filosofia e na lógica, o conceito de mundo possível é usado para expressar declarações modais. O conceito de mundos possíveis é comum no discurso filosófico contemporâneo, mas tem sido contestado.

## Possibilidade, necessidade e contingência
Os teóricos que usam o conceito de mundos possíveis consideram que o mundo real é um dos muitos mundos possíveis. Para cada maneira distinta que o mundo poderia ter sido, é dito haver um mundo possível diferente; o mundo real é o que de fato vivemos. Entre esses teóricos há discordância sobre a natureza dos mundos possíveis; seu status ontológico exato é contestado e, especialmente, a diferença, se houver, em status ontológico entre o mundo real e todos os outros mundos possíveis. Uma posição sobre estas questões é apresentada no realismo modal de David Lewis. Há uma estreita relação entre proposições e mundos possíveis.Tomamos nota de que toda proposição é verdadeira ou falsa em um determinado mundo possível; em seguida, o estado modal de uma proposição é entendido em termos de mundos onde é verdadeiro e mundos onde é falso. Abaixo estão relacionadas algumas das afirmações que agora podemos fazer de forma útil:
- Proposições verdadeiras: aquelas que são verdadeiras no mundo real (por exemplo: "Richard Nixon foi eleito presidente estadunidense em 1969")
- Proposições Falsas: aquelas que são falsas no mundo real (por exemplo: "Ronald Reagan foi eleito presidente estadunidense em 1969"). (Reagan não concorreu à presidência até 1976, e, portanto, não poderia ter sido eleito.)
- Proposições Possíveis: são aqueles que são verdadeiras em pelo menos um mundo possível (por exemplo: "Hubert Humphrey tornou-se presidente em 1969"). (Humphrey se candidatou à presidência em 1968, e, portanto, poderia ter sido eleito.) Isto inclui proposições que são necessariamente verdadeiras, no sentido abaixo.
- Proposições Impossíveis: (ou necessariamente proposições falsas) são aqueles que não são verdadeiras no mundo possível (por exemplo: "Melissa é mais alta que Toby, e Toby é mais alto que Melissa. Ao mesmo tempo.").
- Proposições necessariamente verdadeiras: (ou simplesmente proposições necessárias)  são aquelas que são verdadeiras em todos os mundos possíveis (por exemplo: "2 + 2 = 4", "todos os solteiros não são casados").[1]
- Proposições contingentes: são aquelas que são verdadeiras em alguns mundos possíveis e falsas em outros (por exemplo: "Richard Nixon tornou-se presidente estadounidense em 1969" é contingentemente verdadeiro e "Hubert Humphrey tornou-se presidente estadounidense em 1969" é contingentemente falso).

A ideia de mundos possíveis é mais comumente atribuída a Gottfried Leibniz, que falou de mundos possíveis como idéias na mente de Deus e usou essa noção para argumentar que nosso mundo verdadeiramente criado deve ser "o melhor de todos os mundos possíveis". No entanto, os estudiosos também encontraram traços implícitos da ideia nas obras de René Descartes, uma importante influência sobre Leibniz, Al-Ghazali (A Incoerência dos Filósofos), Averroes (A Incoerência da Incoerência), Facradim Arrazi (Matalib al-'Aliya) e John Duns Scotus. O uso dessa noção na filosofia moderna foi iniciada por David Lewis e Saul Kripke.

## Semântica formal da lógica modal
A semântica para lógica modal foi introduzida pela primeira vez no final da década de 1950, a partir do trabalho de Saul Kripke e seus colegas. Um enunciado na lógica modal é dito possível se é verdade em pelo menos um mundo possível. Um enunciado na lógica modal é dito necessário se é verdade em todos os mundos possíveis.

## Da lógica modal para a ferramenta filosófica
A partir desta base, a teoria dos mundos possíveis se tornou uma parte central de muitos desenvolvimentos filosóficos, a partir da década de 1960 – incluindo a mais famosa, a análise das condicionais contrafactuais em termos de "mundos possíveis próximos" desenvolvido por David Lewis e Robert Stalnaker. Nesta análise, quando discutimos quais são as condições qual fosse o caso, a verdade de nossas afirmações seria determinada pelo que é verdadeiro no mundo possível mais próximo (ou o conjunto de mundos possíveis mais próximos), onde obtenha condições. (Um mundo possível W1 é dito estar perto de outro mundo possível W2 em relação a R na medida em que as mesmas coisas acontecem em W1 e W2 em relação a R; quanto mais diferente duas coisas acontecem em dois mundos possíveis, mais distante uma esta da outra) Considere esta sentença condicional: "Se George W. Bush não tivesse se tornado presidente dos EUA em 2001, Al Gore teria." A sentença seria tomada para expressar uma afirmação, que poderia ser reformulada da seguinte forma: "Em todos os mundos mais próximos do nosso mundo real (o mais próximo em aspectos relevantes) em que George W. Bush não se tornou presidente dos EUA em 2001, Al Gore tornou-se presidente dos EUA, como alternativa." E nessa interpretação da sentença, se há algum, ou alguns mundos mais próximos do mundo real (em aspectos relevantes mais próximos) em que George W. Bush não se tornou presidente e Al Gore também não, significa que a alegação expressa por esta contrafactual seria falsa.
Hoje, mundos possíveis desempenham um papel central em muitos debates na filosofia, incluindo especialmente os debates sobre o Zumbi filosófico, e Fisicalismo e Superveniência na filosofia da mente. Muitos debates na Filosofia da religião foram despertados pelo uso de mundos possíveis. Surgiu também um intenso debate sobre o status ontológico de mundos possíveis, provocado especialmente pela defesa do realismo modal de David Lewis, a doutrina que fala sobre "mundos possíveis" é melhor explicada em termos de inumeráveis, mundos além do que vivemos realmente existem. A questão fundamental aqui é: dado os trabalhos da lógica modal, e que afirmar algumas semântica de mundos-possíveis para a lógica modal é correto, que tem que ser verdade para o mundo, e o que são esses mundos possíveis que variam ao longo da nossa interpretação de enunciados modais? Lewis argumentou que aquilo que varia é real, mundos concretos que existem apenas inequivocamente como o nosso mundo real existem, mas que são distintos do mundo real simplesmente por não estarem em nenhuma das relações espaciais, temporais ou causais do mundo real. (Na explicação de Lewis, a única propriedade "especial" que o mundo real tem é a de que nós estamos nele. Esta doutrina é chamada de "a indicialidade da realidade": "real" é um termo meramente indicial, como "agora" e "aqui".) Outros, como Robert Adams e William Lycan, rejeitam a forma como Lewis trata a metafisica de forma extravagante,e sugerem em seu lugar uma interpretação de mundos possíveis como conjuntos consistentes maximamente completo de descrições ou de proposições sobre o mundo, de modo que um "mundo possível" é concebido como uma descrição completa de como esse mundo poderia ser – ao invés de como esse mundo é. (Lewis descreve sua posição, e posições semelhantes, tais como as defendidas por Alvin Plantinga e Peter Forrest, como "realismo modal ersatz" , argumentando que tais teorias tentam obter os benefícios da semântica mundos possíveis para lógica modal "no barato", mas que acabam por deixar de fornecer uma explicação adequada.) Saul Kripke, em O Nomear e A Necessidade, teve problema com o uso explícito da semântica de mundos possíveis de Lewis, e defendeu uma conta estipulativa de mundos possíveis como entidades puramente formais (lógicas), e não como mundos realmente existentes ou como um conjunto de proposições ou descrições.

## Melhor e pior mundo possível
A ideia de mundos possíveis é mais comumente atribuída a Gottfried Leibniz, que falou de mundos possíveis como ideias na mente de Deus e usou a noção de argumentar que o nosso mundo realmente criado deve ser "o melhor de todos os mundos possíveis". Arthur Schopenhauer argumentou que, pelo contrário, nosso mundo deve ser o pior de todos os mundos possíveis, porque, se fosse um pouco pior, não poderia continuar a existir.

## Mundos Possíveis: teoria nos estudos literários
A teoria dos mundos possíveis em estudos literários utiliza conceitos da lógica dos mundos possíveis e os aplica a mundos que são criados por textos ficcionais. Em particular, a teoria dos mundos possíveis fornece um vocabulário e uma estrutura conceitual úteis com a qual podemos descrever tais mundos. No entanto, um mundo literário é um tipo específico de mundo possível, bastante distinto dos mundos possíveis na lógica. Isso ocorre porque um texto literário abriga o seu próprio sistema de modalidade, consistindo de mundos reais (eventos atuais) e mundos possíveis (possíveis eventos). Na ficção, o princípio da simultaneidade, estende-se para cobrir o aspecto dimensional, quando é contemplado que dois ou mais objetos, realidades físicas, percepções e objetos não-físicos, podem coexistir no mesmo espaço de tempo. Assim, a um universo literário é concedida autonomia quase da mesma forma que o universo real.

Críticos literários, tais como Marie-Laure Ryan, Lubomír Doležel, e Thomas Pavel, têm usado a teoria dos mundos possíveis para abordar noções de verdade literária, a natureza da ficcionalidade, e a relação entre os mundos de ficção e a realidade. Taxonomias de possibilidades ficcionais também têm sido propostas na probabilidade em que um mundo ficcional é avaliado. Rein Raud ampliou esta abordagem para mundos "culturais", comparando mundos possíveis com as construções particulares da realidade de diferentes culturas.